# Резолюция 54 на Съвета за сигурност на ООН
Резолюция 54 на Съвета за сигурност на ООН е приета с мнозинство на 15 юли 1948 г. по повод Палестинския въпрос. Резолюцията определя, че ситуацията в Палестина представлява заплаха за мира по смисъла на чл. 39 от Устава на ООН. Резолюцията призовава всички държави и правителства, замесени в конфликта, да се въздържат от по-нататъшни военни действия и да издадат заповед до въоръжените си сили за прекратяване на огъня, която трябва да влезе в сила в момент, определен от посредника на ООН за Палестина, но не по-късно от три дни след приемането на резолюцията. Резолюцията е категорична, че неизпълнението ѝ ще представлява демонстрация на нарушение на мира по смисъла на цитирания член от Устава на ООН и ще изиска незабавната намеса на Съвета за сигурност. По-нататък Резолюция 54 изисква в срок от 24 часа незабавно и безусловно да бъде преустановен огънят в град Йерусалим, което представлява въпрос, който не търпи никакво отлагане. Резолюцията инструктира посредника на ООН за Палестина да продължи усилията си за демилитаризирането на Йерусалим и защитата на светите места в региона, както и да разследва всички твърдения за нарушаване на примирието, установено от Съвета за сигурност, и да изска от генералния секретар отпускането на необходимия за изпълнението на мисията му персонал, финанси и оборудване.
Резолюция 54 е приета с мнозинство от 7 гласа „за“ срещу един „против“ – Сирия, а трима от членовете на съвета гласуват въздържали се - Аржентина, СССР, Украинската ССР.